# Військове міністерство Бразилії
Військове міністерство Бразилії створено в 1815. Створення військового міністерства дало велику автономію для бразильських збройних сил стосовно Португалії та сприяло централізації всіх бразильських сухопутних збройних сил під однією владою.
Міністерство пізніше було перейменовано на Міністерство Армії.

## Штаб-квартири міністерства
- Штаб-квартира Область акламації в Ріо-де-Жанейро, з 1906
- Штаб-квартира на площі Республіки Ріо-де-Жанейро, з 1941
- Палац Дуке де Кашіас в Ріо-де-Жанейро, до 1971, зараз відомий як Міністерство оборони.